# José Luis Parada
José Luis Rodríguez Parada plus connu sous le nom de José Luis Parada, né à Sanlúcar de Barrameda, communauté autonome d’Andalousie (Espagne) le 19 février 1950, est un matador andalou.

## Présentation et carrière
Il participe à sa première becerrada le 17 septembre 1968 à Morón de la Frontera. Et à sa première novillada piquée le 9 février 1969 à Rota en compagnie de Rafael Torres et Alberto Morillo.
Il prend son alternative le 31 août 1970 à El Puerto de Santa María (Espagne, province de Cadix) avec pour parrain, Limeño , et pour  témoin Francisco Ruiz Miguel, devant un taureau du Marqués de Domecq  témoin. Il coupe deux oreilles ce jour-là à son premier taureau, deux oreilles et la queue à son second.
Il confirme l'année suivante le 18 mai devant un taureau de Fermín Bohórquez avec pour parrain Miguelín et pour témoin Manolo Cortés. Le 14 juillet 1970, il se présente en France à Mont-de-Marsan en compagnie de Dámaso González et Ángel Teruel.
Très apprécié en Amérique latine il va toréer au Pérou, et confirme à Mexico le 23 février 1972. Fin torero, capable de faire face aux taureaux les plus difficiles, il totalisait, en 2003, 400 corridas et il avait obtenu un large succès dans les plus grandes ferias